# Max Angelelli
Massimiliano Angelelli (Bologna, 15 december 1966) is een Italiaans voormalig autocoureur. In 2005 en 2013 werd hij kampioen in de Prototype-klasse van de Rolex Sports Car Series. In 2005 en 2017 won hij de 24 uur van Daytona.

## Carrière
Angelelli begon zijn autosportcarrière in de Italiaanse Formule Alfa Boxer in 1987. In 1992 won hij de titel in het Italiaanse Formule 3-kampioenschap. Hij bleef in de Formule 3 tot 1996 en nam binnen deze categorie deel aan het Duitse Formule 3-kampioenschap (1993-1995) en de Grand Prix van Macau (1996). Daarnaast was hij de bestuurder van de safety car tijdens de Grand Prix Formule 1 van San Marino 1994, waarin Ayrton Senna bij een ongeluk om het leven kwam. In 1997 stapte hij over naar de FIA GT, en tussen 1999 en 2002 kwam hij uit in de American Le Mans Series. In 1998 reed hij ook in enkele races van het All Japan Grand Touring Car Championship. 
In 2004 werd Angelelli derde in de GT-klasse van de SPEED World Challenge. In 2005 kwam hij, samen met Wayne Taylor voor SunTrust Racing uit in de Rolex Sports Car Series. Hij kende een succesvol seizoen: hij won met Taylor en Emmanuel Collard zijn eerste 24 uur van Daytona en behaalde hiernaast met Taylor overwinningen op de Homestead-Miami Speedway, het Barber Motorsports Park en Watkins Glen International (tweemaal). Uiteindelijk eindigde het duo het seizoen als kampioenen in de Daytona Prototype-klasse. In 2006 reden Angelelli en Taylor, naast de Rolex Sports Car Series, ook in de International Race of Champions. Zij werden hiermee het eerste duo dat deelnam aan dit kampioenschap.
In 2007 kwam Angelelli in de Rolex Sports Car Series uit voor het team Wayne Taylor Racing, de door hemzelf en Taylor opgerichte afsplitsing van SunTrust. Begin dat jaar stopte Taylor als fulltime coureur en werd Jan Magnussen de nieuwe teamgenoot van Angelelli. Met twee zeges op de Virginia International Raceway en het Circuit Gilles Villeneuve werd hij derde in de eindstand. In 2008 won hij samen met Michael Valiante de race op de Sonoma Raceway en werd hij zesde in het kampioenschap. In 2009 was Brian Frisselle zijn nieuwe vaste teamgenoot en won hij races op de Daytona International Speedway en het Circuit Gilles Villeneuve. De twee werden achter het duo van Jon Fogarty en Alex Gurney en dat van Scott Pruett en Memo Rojas derde in het klassement.

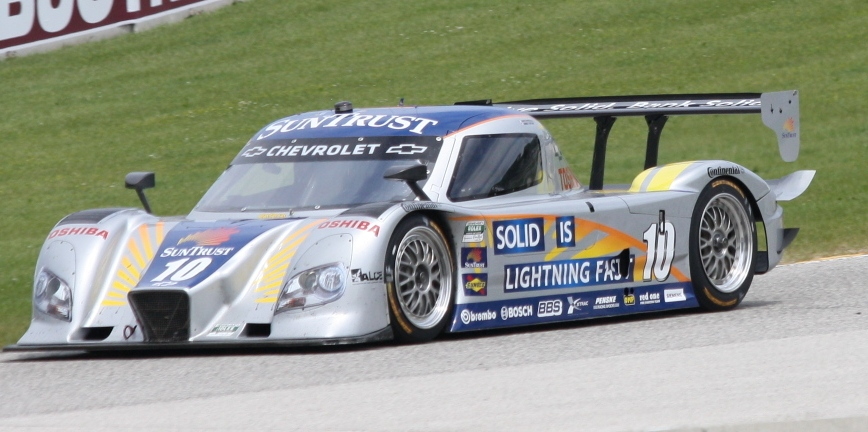
Max Angelelli op Road America in 2011.

In 2010 kreeg Angelelli een nieuwe teamgenoot in Ricky Taylor, de zoon van Wayne. Het duo won de race op Lime Rock Park en stond daarnaast nog zes keer op het podium. Zij eindigden achter Pruett en Rojas als tweede in het klassement. In 2011 wonnen zij drie races: een op Lime Rock en twee op Watkins Glen. Met vijf andere podiumplaatsen werden zij wederom tweede in de eindstand, achter Pruett en Rojas. In 2012 behaalden zij opnieuw drie overwinningen op Homestead, het New Jersey Motorsports Park en Lime Rock. Aangezien zij in vijf andere races niet aan de finish kwamen, werden zij slechts zesde in het kampioenschap.
In 2013 reed Angelelli opnieuw in de Rolex Sports Car Series voor Wayne Taylor Racing, maar Ricky Taylor had het team verlaten. Hij werd hierop vervangen door zijn broer Jordan Taylor. Het duo won vijf races, waaronder de laatste drie op een rij, op Barber, het Belle Isle Park, de Kansas Speedway, Laguna Seca en Lime Rock. Hierdoor werden zij kampioen in de klasse, nog voor Pruett en Rojas, die vier van de voorafgaande vijf kampioenschappen hadden gewonnen.
In 2014 deed Angelelli een stapje terug en reed hij enkel in de langeafstandsraces van het United SportsCar Championship, de opvolger van de Rolex Sports Car Series, voor Wayne Taylor Racing. Dat jaar won hij met de broers Taylor de seizoensfinale in Petit Le Mans, gehouden op Road Atlanta. In 2015 was het hoogtepunt een podiumplaats in de 12 uur van Sebring, en in 2016 waren dit podiumfinishes in de 24 uur van Daytona en Petit Le Mans. Begin 2017 kondigde Angelelli aan om na de seizoensopener, de 24 uur van Daytona, te stoppen als coureur. Samen met de broers Taylor en Jeff Gordon wist hij deze race op zijn naam te schrijven.
Na zijn carrière als coureur bleef Angelelli achter de schermen actief voor Wayne Taylor Racing. In 2020 stapte hij over naar de Italiaanse constructeur Dallara, voor wie hij aan diverse prototype-projecten meewerkt.